# Roby Lakatos
Roby Lakatos, né en 1965 à Budapest (Hongrie), est un musicien tzigane hongrois issu d'une dynastie de violonistes remontant à János Bihari.
Roby Lakatos a quitté la Hongrie en 1983, pour se produire pendant presque quinze ans aux Ateliers de la Grande Île, haut lieu de la vie nocturne bruxelloise.
Il se produit maintenant principalement au Canada aux USA[Quoi ?] et au Japon.
Parmi ses influences, le tzigane hongrois Elek Bacsik est en bonne place, il a d'ailleurs joué une de ses compositions, "La saison des pluies", Season of The Rain, sur un de ses albums, ainsi que le violoniste de jazz Stéphane Grappelli.